# Bank voor Internationale Betalingen
De Bank voor Internationale Betalingen (vaak afgekort als BIB) (Engels: Bank for International Settlements, Duits: Bank für Internationalen Zahlungsausgleich) is een internationale organisatie die internationale monetaire en financiële samenwerking nastreeft en optreedt als bank voor de nationale centrale banken. De bank is gevestigd te Bazel, Zwitserland, en heeft agentschappen in Hongkong en Mexico-Stad.

## Oprichting
Na de Eerste Wereldoorlog werd Duitsland grote herstelbetalingen opgelegd. Het land moest dit grotendeels in geld betalen. Duitsland kon moeilijk aan het geld komen vanwege uitvoerverboden en productie embargo’s. Het bleef daardoor in gebreke. In 1930 werd het Young plan opgesteld, Duitsland zou de totale herstelbetaling van ruim 120 miljard Mark terugbetalen over een periode van 59 jaar. Een nieuwe bank, de Bank voor Internationale Betalingen (BIB), werd hiervoor door Hjalmar Horace Greeley Schacht als President van de Reichsbank opgericht. Deze instelling zou het geld van Duitsland ontvangen en vervolgens verdelen onder de rechthebbende landen. Het hoofdkantoor kwam in Bazel in het neutrale Zwitserland en kreeg de centrale banken van Duitsland, Frankrijk, Engeland, België en Italië als aandeelhouder en drie Amerikaanse particuliere banken. Nog geen jaar later, medio 1931, bleek Duitsland niet aan de betalingsverplichtingen te kunnen voldoen. Op 31 juli werd door het Hoover-Moratorium aan Duitsland uitstel van betaling verleend en weer een jaar later tijdens de conferentie van Lausanne helemaal stopgezet. De belangrijkste taak kwam hiermee te vervallen. 
De statuten waren echter veel ruimer opgesteld. De BIB moest ook de samenwerking tussen centrale banken bevorderen en het internationale financiële verkeer vergemakkelijken. De grote economische depressie van de jaren dertig leidde juist tot minder internationale transacties waardoor de BIB weinig kon betekenen. Na de Tweede Wereldoorlog kwamen nieuwe globale internationale instituties, zoals het Internationaal Monetair Fonds (IMF) en de Wereldbank, en er waren concrete plannen om de BIB op te heffen. In 1950 werd dit besluit teruggedraaid en kreeg het BIB veelal Europese financiële taken te vervullen.

## Rol BIB in de financiële sector
Een belangrijk actuele taak van de BIB is de samenwerking met betrekking tot de harmonisatie van het toezicht dat nationale centrale banken op de onder hun toezicht staande commerciële banken uitoefenen. Doel hiervan is het voorkomen van liquiditeits- en solvabiliteitsproblemen in het bankwezen.
Een commissie van de BIB heeft hiertoe in 1988 richtlijnen vastgesteld die geleidelijk door nationale centrale banken zijn overgenomen, en thans in de meeste landen van kracht zijn. De hoofdregel hiervan is dat een bank tegenover een hoeveelheid uitgeleend geld in beginsel 8% aan eigen vermogen moet aanhouden. Dit mag een lager percentage zijn indien de betreffende vordering door hypotheek gedekt is, of indien het een vordering op een (geaccepteerde) overheid betreft. Onder omstandigheden mogen ook door banken opgenomen achtergestelde leningen tot het eigen vermogen gerekend worden.
Medio jaren 90 van de twintigste eeuw bleek dat deze regelgeving op een aantal punten gebreken vertoonde. Zo werd hierbij geen rekening gehouden met de looptijd van activa en passiva, waardoor de gevolgen van verschillen in volatiliteit onvoldoende in de beoordeling werden betrokken. Tevens konden de potentiële risico's van de handel in off-balance producten onvoldoende in beeld worden gebracht.
Dit leidde tot een project geheten New Capital Adequacy Framework, in de wandeling bekend als "Basel-II". Dit is gebleken een zeer omvangrijk project te zijn, dat tegen 2010 haar definitieve aanbevelingen gaf en geïmplementeerd werd zal leiden. De gedachtevorming omtrent het risicomanagement bij banken heeft overigens sedert het begin van dit project niet stil gestaan, en de indruk bestaat dat een groot deel van de uitgangspunten intussen door banken in hun risicobeheersingssystemen is overgenomen, of dat men in elk geval daarmee bezig is.
Ten gevolge van de grote kredietcrisis en daaropvolgende bankencrisis heeft de BIS de richtlijnen uit Basel II herzien en verscherpt. Dit staat bekend als Basel-III.
De ontwikkelingen zijn nog gaande, doch de contouren van het nieuwe stelsel beginnen zichtbaar te worden. Het totale vermogensbeslag (de hoeveelheid eigen vermogen die een bank moet aanhouden als "stootblok" voor waardeverminderingen) voor de kredietportefeuille zal vermoedelijk niet of nauwelijks toenemen, doch de toedeling aan de diverse categorieën kredieten zal wel veranderen. Voor meer risicovolle kredieten zal een hoger bedrag aan eigen vermogen gealloceerd moeten worden dan voor minder risicovolle kredieten. Indien, bijvoorbeeld, een bank een covered bond in de handelsportefeuille heeft, moet daarvoor thans in beginsel 10% van de marktwaarde daarvan aan eigen vermogen worden aangehouden; het vermoeden is dat dit in de toekomst 4% zal worden. Voor kredieten aan "normale" ondernemingen zal een hoger vermogensbeslag gelden. Aannemelijk is dat deze eis zal leiden tot een hogere rente voor die laatste debiteur.

## Raad van bestuur
In juli 2015 zag de raad van beheer er uit als volgt:
- Jens Weidmann, Frankfurt am Main (Voorzitter)
- Roberto Campos Neto, Brasilia
- Mark Carney, London
- Shaktikanta Das, Mumbai
- Alejandro Díaz de León, Mexico
- Stefan Ingves, Stockholm
- Thomas Jordan, Zurich
- Klaas Knot, Amsterdam
- Haruhiko Kuroda, Tokyo
- Christine Lagarde, Frankfurt am Main
- Juyeol Lee, Seoul
- Stephen S. Poloz, Ottawa
- Jerome H. Powell, Washington
- François Villeroy de Galhau, Paris
- Ignazio Visco, Rome
- John C. Williams, New York
- Pierre Wunsch, Brussels
- Yi Gang, Beijing

### Voormalige bestuursleden
- Ben Bernanke, Washington, DC
- Guillermo Ortiz Martínez, Mexico City (voorzitter maart 2009 - december 2009)
- Mervyn King, Londen
- Guy Quaden, Brussel
- Hans Tietmeyer, Frankfurt (voormalige vicevoorzitter)
- Jean-Claude Trichet, Frankfurt
- Fons Verplaetse, Brussel
- Axel Weber, Frankfurt
- Nout Wellink, Amsterdam
- Jelle Zijlstra, Amsterdam
- Wim Duisenberg, Amsterdam (voorzitter januari 1994 - juni 1997)